# Ichthyaetus audouinii

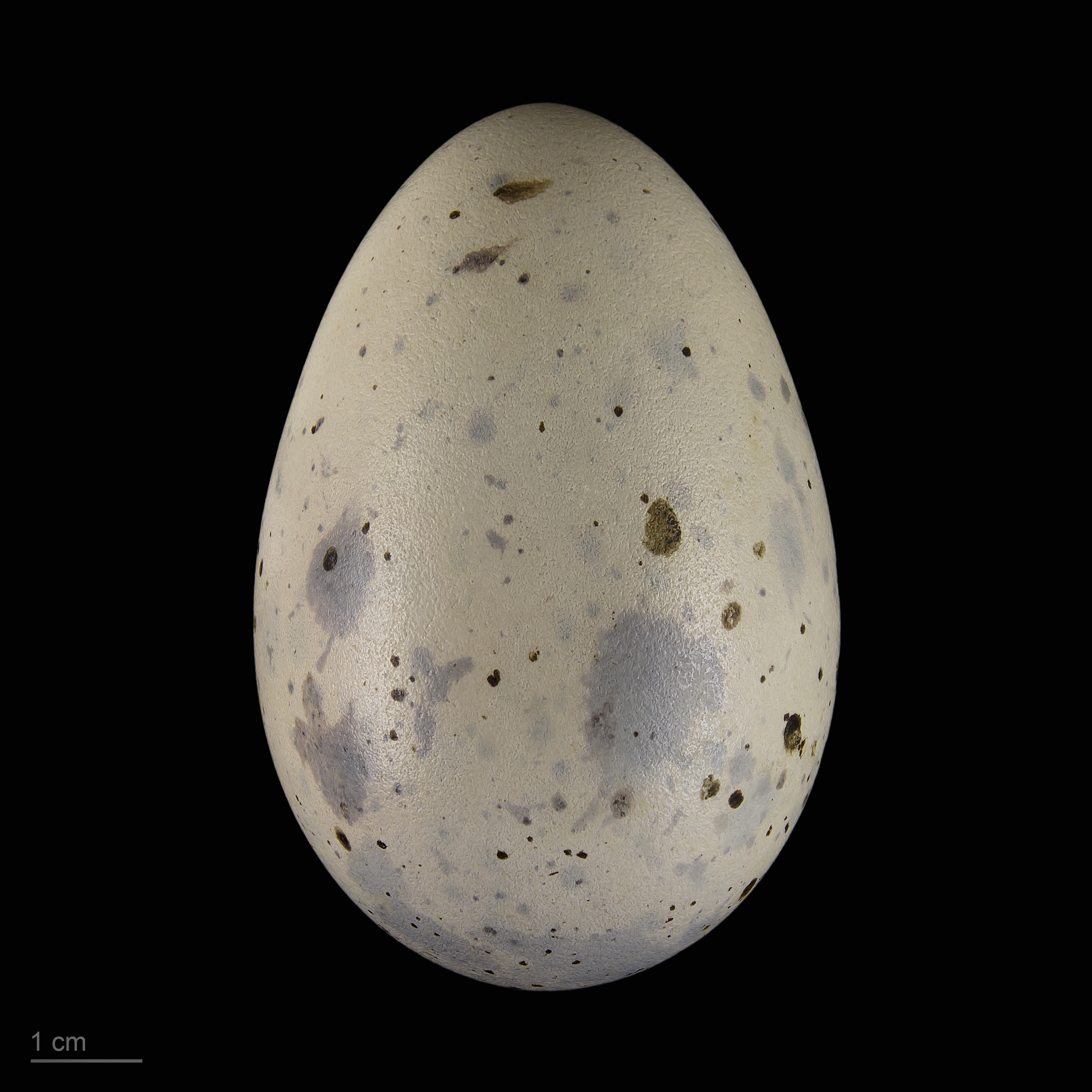
Ichthyaetus audouinii - MHNT

La gaviota de Audouin (Ichthyaetus audouinii) es una especie de ave Charadriiforme de la familia Laridae  autóctona del Mediterráneo y de algunos enclaves costeros del Atlántico norteafricano y sur de la península ibérica. De aspecto similar a la gaviota argéntea, su nombre lo recibe en homenaje al naturalista francés Jean Victoire Audouin.

## Descripción
La gaviota de Audouin es una gaviota de tamaño medio, que se caracteriza en su forma por el pico que es de color rojo con el extremo negro, manchado de amarillo en su punta. En cuanto a su plumaje, es gris plateado y en las alas destacan las primarias negras, manchadas de blanco en sus extremos. Por último destacan sus patas que son oscuras.

## Hábitat y Distribución

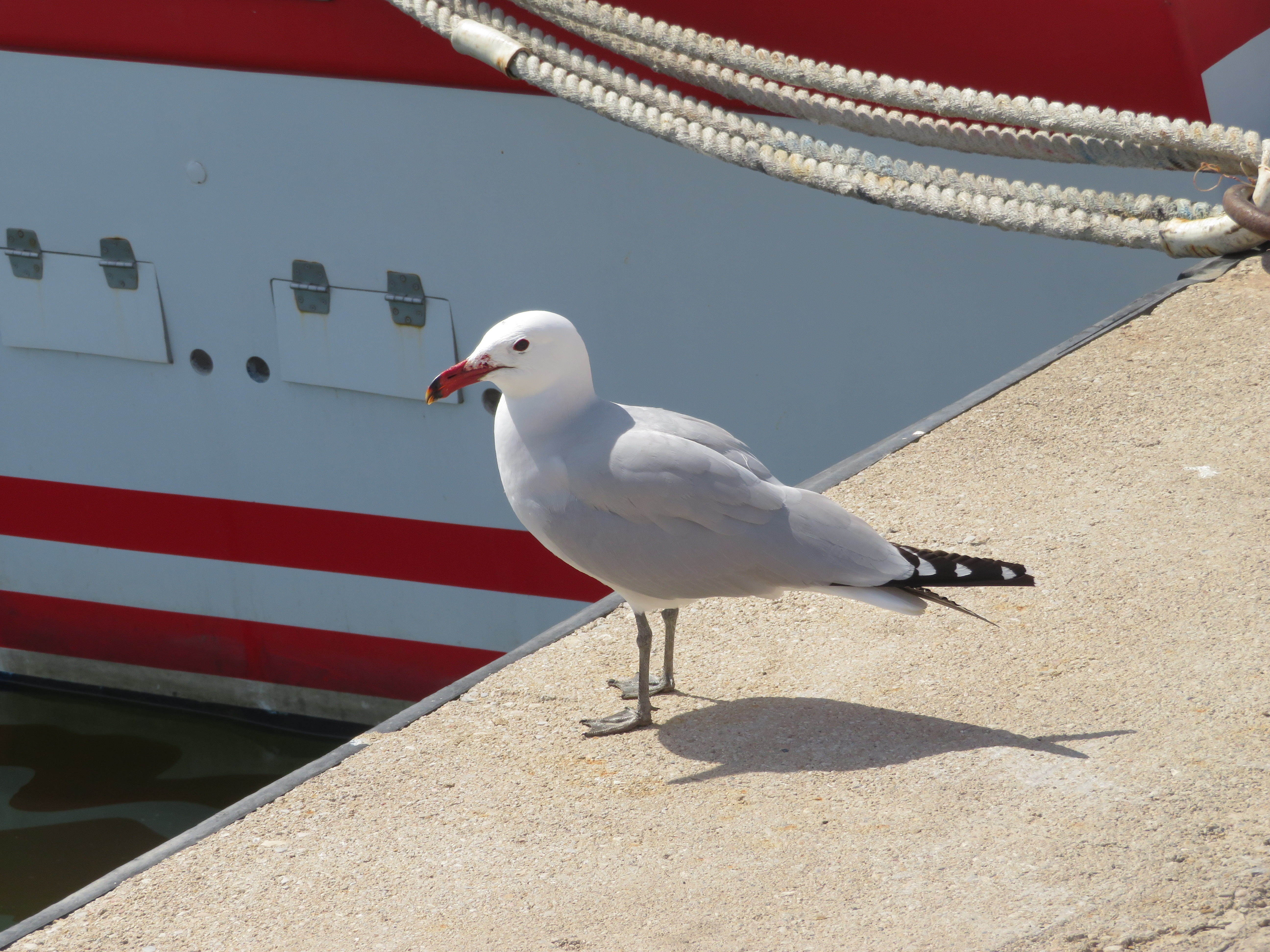
Gaviota de Audouin, puerto de Castellón. Larus Audouinii.

La gaviota de Audouin es endémica del Mediterráneo, su presencia en costas atlánticas se limita a zonas del norte de África y suroeste de la península ibérica.
En España, la mayor colonia se sitúa en el Delta del Ebro y la segunda mayor en Torrevieja. En la región de Murcia reapareció a finales de los 80, en especial en la Isla Grosa donde reside la única colonia de esta especie de la región. Unas pocas parejas iniciales han acabado creando una notable colonia, que se pudo desarrollar en esta localización concreta, protegidas del impacto turístico gracias a la contratación de vigilancia por parte de la consejería de Medio Ambiente.

## Protección y Conservación

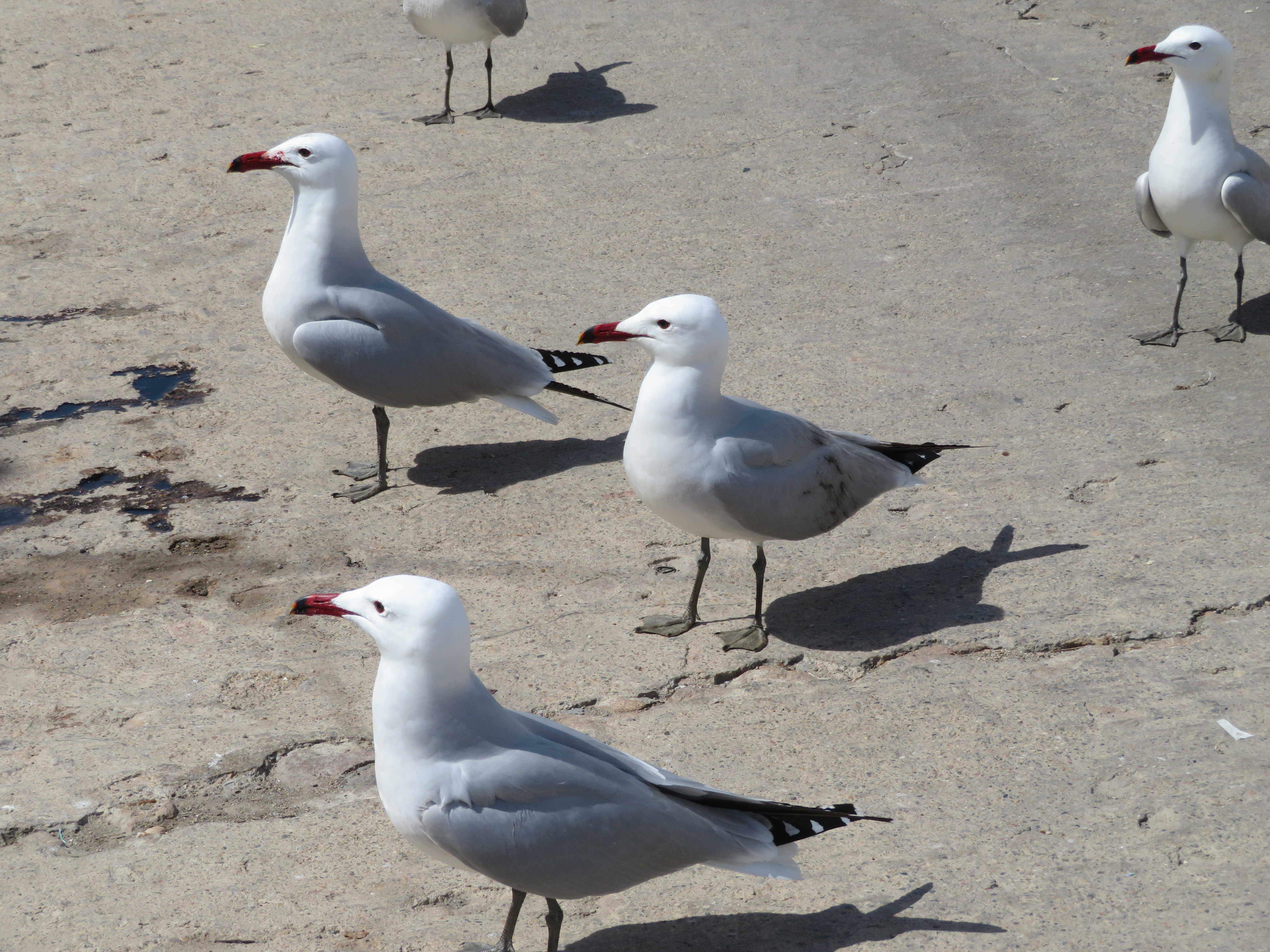
Grupo de gaviotas de Audouin, puerto de Castellón. Larus audouinii.

En los años 60, era una de las gaviotas más amenazadas del mundo, con una población de unas 1000 parejas, tras haber aumentado su población a 20 000 ejemplares aún se la sigue considerando una especie escasa. Su futuro se plantea incierto debido a los agotamientos que están sufriendo los caladeros en aguas Mediterráneas. No obstante el IUCN ha cambiado su calificación de especie casi amenazada a especie bajo preocupación menor.

### Conservación en España
La asociación ecologista ANSE junto con la Consejería de Medio Ambiente de Murcia, participaron en el proyecto LIFE "Conservación de Larus Audouinii en España. Isla Grosa (Murcia)" (2004-2007) cuyo objetivo era reforzar la población de gaviota de Audouin en la isla y garantizar su conservación. En esta isla se encuentra la tercera colonia más grande del mundo de esta gaviota, catalogada como globalmente amenazada (SPEC1) por el Species of European Conservation Concern, y es por lo tanto, de conservación prioritaria en Europa.